# Nice Work If You Can Get It
Nice Work If You Can Get It ist ein Filmsong mit der Komposition von George Gershwin und dem Text von Ira Gershwin aus dem Jahr 1937.

## Der Song
Nice Work If You Can Get It ist eines von neun Liedern, die die Gershwin-Brüder für den Kinofilm  A Damsel in Distress geschrieben hatten, wo es von Fred Astaire gesungen wurde. Im ersten Vers des Songs heißt es, dass die einzige Arbeit, die Spaß mache, die wäre, für die Mann und Frau geschaffen worden seien. Der Song ist in der A'A'BA"-Form aufgebaut, wobei die A-Teile alle in einer Dur-Tonart gehalten sind, der B-Teil hingegen in  moll. Bei den A-Teilen lässt sich „eine schwärmende-schwebende erste Hälfte und eine burschikos-rhythmische zweite Hälfte“ unterscheiden. Im ersten Teil wird die Romanze ausgemalt, der zweite Teil kommentiert nach der Art eines erfahrenen Arbeitssuchenden: „Netter Job, wenn Du ihn kriegen kannst.“
Nach Hans-Jürgen Schaal gilt der Song „als einer der besten Gershwin-Songs überhaupt“, an denen zahlreiche Details bewundert wurden: Der swingende Eingangsvers mit einer Triole im vierten Takt, die Verlängerung des letzten A-Teils (auf zehn Takte) oder der B-Teil, an dessen Ende die Gershwins aus ihrem I Got Rhythm Text und Musik der Phrase „Who could ask for anything more?“ zitieren.

## Wirkungsgeschichte
Das Lied wurde bereits vor der Premiere des Films durch Tommy Dorsey (mit Sängerin Edythe Wright) und dann durch Teddy Wilson (mit Billie Holiday) auf Platte eingespielt. Es kam mehrfach in die amerikanische Hitparade; besonders erfolgreich war die Fassung von Astaire, die auf Platz eins gelangte. Die Fassungen in den Charts kurz nach der Entstehung waren:
- Shep Fields and His Rippling Rhythm (1937, #8)
- Teddy Wilson and His Orchestra (1937, mit Sängerin Billie Holiday, #20)
- Fred Astaire (1938, mit dem Orchester von Ray Noble, #1)
- Maxine Sullivan (1938, vocal, #10)
- The Andrews Sisters (1939, vocal, #12)

Das Stück wurde später auch im Broadwaymusical Crazy for You verwendet. Cybill Shepherd wählte ihn als Titelsong für ihre Sitcom Cybill und interpretierte ihn auch.
Der Weg zum Jazzstandard begann mit der Interpretation durch Billie Holiday und Wilsons Orchester, zu dem Buck Clayton, Lester Young, Walter Page und Cozy Cole gehörten. Holiday nahm den Song sieben Mal auf. Nachdem der Song im Film An American in Paris (1951) verwendet wurde, haben ihn zahlreiche Jazzsänger interpretiert, von Sarah Vaughan und Ella Fitzgerald über Mel Tormé und Frank Sinatra (1956 mit Nelson Riddle, erneut 1962 mit Count Basie arrangiert von Neal Hefti) bis hin zu Karin Krog und Karen Young. Bereits früher entdeckten ihn die Instrumentalisten; 1941 wurde der Song von Thelonious Monk in Minton’s Playhouse gespielt. Monk spielte den Song mehrfach ein (1947, 1964, 1971). Weitere wichtige frühe Instrumentalversionen entstanden durch Dizzy Gillespie (1950), Woody Herman (1950), Benny Goodman (etwa 1955), Lennie Niehaus (mit Jimmy Giuffre, 1955), Miles Davis (1955), Bob Brookmeyer und Stan Getz (1961), gefolgt von Holger Mantey (1991) oder Ran Blake (1992).